# Mihiro
Mihiro  (みひろ?), pseudonimo di Mihiro Taniguchi (朝美穗香 みひろ?, Taniguchi Mihiro; Niigata, 19 maggio 1982), è un'attrice pornografica, attrice, cantante e AV idol giapponese.

## Biografia
Debuttò come modella softcore nel 2002, pubblicando un photobook e un DVD intitolati Dream. Successivamente apparve in molti DVD e photobook softcore, quindi nel 2004 debuttò come cantante, incidendo un singolo intitolato Sunflower.
Nel gennaio 2005 fece il suo debutto come attrice AV, ovvero come attrice pornografica, con il film Little Angel. Nel 2006 interpretò il ruolo di una idol nell'horror Zombie Self-Defense Force - Armata mortale, diretto da Naoyuki Tomomatsu, fu la protagonista della commedia erotica Yo-Yo Sexy Girl Cop, parodia del film d'azione Yo-Yo Girl Cop, realizzata per il V-Cinema, e vinse un excellent award ai Japanese Adult Video Awards.
Nel 2008 interpretò il ruolo della protagonista in Cruel Restaurant, diretto da Kōiji Kawano, quindi nel 2009 fu nel cast del film d'azione Samurai Princess e partecipò all'horror The Grudge: Old Lady in White.

## Filmografia parziale

### Film hard
- Little Angel (2005)
- Super Star (2005)
- Love Dreamer (2005)
- Female High-School Student - Lost Adolescence (女子校生性春 の忘れもの) (2005)
- Sister's Secret (妹の秘密) (2005)
- Welcome to Max Soap !! (Welcomeマックス・ソープ！！) (2006)
- Mihiro Becomes A Prostitute (風俗でみひろとしたいっ！) (2006)
- Uniform Hunted, Mihiro (制服狩り みひろ) (2007)
- Real Idol, Cum Inside! (真性アイドル中出し解禁!!) (2007)
- Sports Guerilla Vol.3 (SPORTS☆ゲリラ Vol.3) (2008)
- Mihiro Collection Season 2 (みひろコレクション シーズン2) (2009)

### Film non hard
- Zombie Self-Defense Force - Armata mortale (Zonbi jieitai) di Naoyuki Tomomatsu (2006)
- Yo-Yo Sexy Girl Cop (Sukepan deka: Bājin nēmu = Moromie Saki) di Daigo Udagawa (2006)
- Cruel Restaurant (Zankoku hanten) di Kōiji Kawano (2008)
- Samurai Princess (Samurai purinsesu: Gedō-hime) di Kengo Kaji (2009)
- The Grudge: Old Lady in White (Ju-on: Shiroi rōjo) di Ryūta Miyake (2009)
- Himitsu (2010)